# Samling för Republiken
Samling för Republiken, (fr. Rassemblement pour la République, förkortat RPR) var ett franskt höger/mittenparti. Det bildades 1976 av Jacques Chirac och uppgick 2002 i Unionen för Presidentmajoriteten. Partiet var politiskt inspirerat av gaullismen.